# Learjet 23
Der Learjet 23 ist ein zweistrahliges Geschäftsreiseflugzeug in Tiefdeckerauslegung, das ab 1963 von der Lear Jet Corporation hergestellt wurde. Der Learjet 23 war das erste von Beginn an als Geschäftsreisejet konzipierte Flugzeug und gilt damit als Vorläufer aller modernen Maschinen dieses Typs.

## Geschichte

### Vorgeschichte

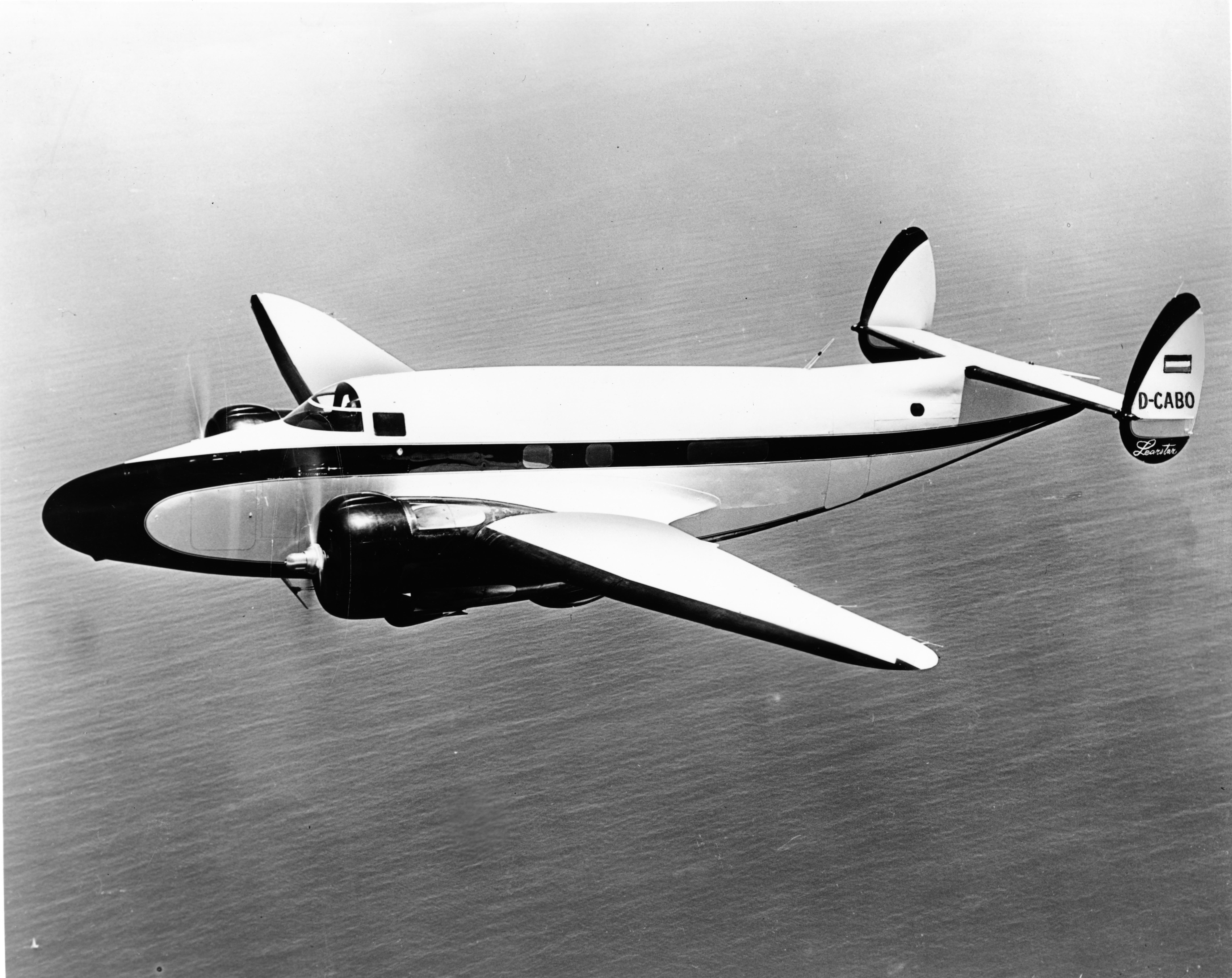
Learstar, von Lear zum Geschäftsreiseflugzeug umgestaltete Lockheed Model 18. Die D-CABO war eines von zwei Lear-Flugzeugen, die 1956 an die Helmut Horten GmbH ausgeliefert wurden.

Bereits in den 1950er-Jahren entwickelte William P. Lear die Learstar, sein erstes Geschäftsreiseflugzeug. Dazu stattete er die Flugzeugzelle einer Lockheed Model 18 Lodestar mit neuen Systemen und einer Inneneinrichtung für acht bis zwölf Passagiere aus.
Nachdem Lear die Lizenzrechte am Learstar verkauft hatte, begann er etwa 1960, sich der Entwicklung eines kleinen Geschäftsreiseflugzeuges zuzuwenden. Die erste Anfang 1961 veröffentlichte Darstellung zeigte einen Tiefdecker mit zwei am Heck angebrachten Triebwerken und Flügelendtanks zur Reichweitenmaximierung. Der Preis sollte für eine „nackte“ Zelle bei 250.000 US-Dollar und mit vollständiger Ausstattung bei 325.000 US-Dollar für eine Auslieferung im Jahre 1963 liegen.

### Realisierung
Um die Kosten niedrig halten zu können, sollte die Zelle in Europa hergestellt werden, wo zur damaligen Zeit die Arbeitskosten deutlich unter denen in den USA lagen. In den USA sollten dann die Triebwerke, Instrumente und Innenausstattung nachgerüstet werden. Im Rahmen des Projekts gründete Lear im April 1960 in Delaware die Muttergesellschaft Swiss American Aviation Corp. (SAAC) mit einer Tochtergesellschaft Aviation Development Corp. in St. Gallen. In der Schweiz wurde der Entwurf mit der Unterstützung von Gordon Israel überarbeitet, der bereits als Konstrukteur der Grumman F7F Tigercat und der Grumman F9F Panther tätig gewesen war, bevor er sich Lear anschloss, um die Learstar zu entwickeln. Weitere Entwicklungsarbeit in der Schweiz leistete Hans-Luzius Studer, der das Kampfflugzeug FFA P-16 der Flug- und Fahrzeugwerke Altenrhein konstruiert hatte, von dem weitgehend die Tragflächen übernommen wurden. Das Projekt erhielt dann die Bezeichnung SAAC-23. FFA sollte zwar die Prototypen bauen, aber nicht in die Serienproduktion eingebunden werden, wegen der Beauftragung mit der Mirage-III-Produktion für die Schweizer Luftwaffe.

### Prototypen
1962 waren die Kosten für die Serienausführung derart gestiegen, dass Lear von dem Konzept einer internationalen Produktion wieder Abstand nahm und eine alleinige Herstellung in den USA vorsah. Er gründete dafür in Wichita die Lear Jet Corp. und begann dort die Herstellung der Prototypen mit bereits in Europa produzierten Teilen. Vor dem Baubeginn der Prototypen wurden noch einige Modifikationen vorgenommen, so wurde zum Beispiel der hintere Rumpf um 51 cm verlängert und die Triebwerke um den gleichen Betrag nach hinten verlegt. Ebenso wurden die Ruderflächen gegenüber dem Ausgangsentwurf vergrößert.
Der 30-minütige Erstflug des Lear Jet 23 (der Name wurde erst später als Learjet zusammengeschrieben) dieses damals revolutionären Typs fand am 7. Oktober 1963 in Wichita statt. Ein zweiter Prototyp nahm die Flugerprobung am 5. März 1964 auf. Die Bemühungen um die FAA-Zulassung erlitten einen Rückschlag, als am 4. Juni 1964 der erste Prototyp bei seinem 167. Flug eine Bauchlandung durchführen musste und danach ausbrannte. Die zwei Piloten überlebten. Am 31. Juli 1964 wurde die FAA-Zulassung bestätigt. Die Zahl „23“ in der Typenbezeichnung wurde gewählt, weil der Entwurf den Bestimmungen der von der FAA herausgegebenen Federal Aviation Regulations (FAR) Teil 23 genügen sollte. Diese gaben eine Gewichtsobergrenze von 12.500 lb (5.669,9 kg) vor.

### Produktion
Bereits am 3. Oktober 1964 konnte mit dem dritten Flugzeug die erste Maschine an einen Kunden ausgeliefert werden. Bis 1966 wurden 104 Serienmaschinen von dem Modell Learjet 23 gebaut, bevor die Produktion auf das Nachfolgemodell Learjet 24 umgestellt wurde.
Im Jahr 1998 waren von den Learjet 23 noch 39 Maschinen im Einsatz. Insgesamt gingen 26 Maschinen durch Unfälle verloren.
Mit diesem Flugzeug wurde ein komplett neuer Markt für schnelle und leistungsfähige Geschäftsreiseflugzeuge erschlossen. Es gilt als Vorbild einer ganzen Reihe von ähnlichen Flugzeugen und wird in dieser Auslegung weiterentwickelt bis heute gebaut.

## Konstruktion
Der Learjet ist ein Tiefdecker mit zwei am Flugzeugheck angebrachten Strahltriebwerken, deren Einläufe durch die Tragflächen gegen das Einsaugen von Fremdkörpern geschützt sind. Um die projektierte Reichweite von 2000 Meilen (3200 km) zu erreichen, waren von Beginn an Flügelendtanks vorgesehen. Das Flugzeug verfügt über ein zweisitziges Cockpit und eine Kabine für bis zu sechs Passagiere, die in der Sitzanordnung 1+1 untergebracht sind. Typischerweise wurden jedoch nur Sitze für vier Passagiere eingebaut.

## Technische Daten
| Kenngröße             | Daten                                        |
| --------------------- | -------------------------------------------- |
| Besatzung             | max. 6 Passagiere                            |
| Länge                 | 13,18 m                                      |
| Spannweite            | 10,84 m                                      |
| Höhe                  | 3,73 m                                       |
| Flügelfläche          | 21,46 m²                                     |
| Flügelstreckung       | 8,1                                          |
| Leermasse             | 2.790 kg                                     |
| Startmasse            | 5.675 kg                                     |
| Antrieb               | 2 × General Electric CJ-610-4 mit je 12,7 kN |
| Höchstgeschwindigkeit | 860 km/h                                     |
| Reisegeschwindigkeit  | 817 km/h                                     |
| Dienstgipfelhöhe      | 13.750 m                                     |
| Reichweite            | 2.660 km                                     |